# Fruto Proibido
Fruto Proibido— четвёртый студийный альбом бразильской рок-певицы Риты Ли и второй с группой Tutti Frutti, выпущенный в 1975 году. В сопровождении Луиса Серхио Карлини (гитара), Ли Маркуччи (бас) и Франклин Паулиньо (ударные), певица, как считается, создала работу, которая вела диалог с ситуацией середины 70-х годов — времени больших социально-культурных изменений и непрерывных бурь на бразильской политической сцене.
Основанная на блюз-роке, пластинка звучит как хард-рок на португальском языке с элементами поп-музыки. Альбом принёс множество хитов, которые стали определяющими в карьере Риты Ли. «Agora só Falta Você» и «Esse Tal de Roque Enrow», написанные в соавторстве с Пауло Коэльо, музыкальным партнёром, который уже был важным рок-лириком в стране, имеют оттенки чистого рока. Эта первая и «Luz del Fuego» также раскрывают феминистскую тему. Песня «Ovelha Negra» считается гимном Ли и, вероятно, её самой известной песней, которая спроецировала её как сольного и независимого артиста, и закрывающая альбом с признанным и запоминающимся соло Луиса Карлини.
В 2010 году со дня выхода альбома исполнилось 35 лет. С тех пор этот альбом постоянно упоминается как один из самых основополагающих и самых определяющих альбомов во всем бразильском роке, который дал толчок национальному рок-движению в последующее десятилетие. За его первыми продажами в 200 000 экземпляров последовало значительное последующее признание критиков; сегодня он считается классикой и шедевром Риты Ли, тем самым, который принёс ей титул королевы бразильского рока. В 2007 году она была признана 16-й лучшей бразильской пластинкой всех времён в списке 100 величайших бразильских музыкальных записей, составленном Rolling Stone. Он также был включён в список главных бразильских рок-альбомов от Superinteressante.

## Об альбоме
Считающийся классикой бразильского рока и шедевром Риты Ли, Fruto Proibido был сочинён и записан вместе с группой Tutti Frutti, которая сопровождала певицу с 1973 по 1978 год. Создание альбома началось после ухода Риты Ли из звукозаписывающей компании Philips, что произошло из-за конфликтов между певицей и представителями компании. Так Рита получила предложение от Som Livre записать альбом без каких-либо ограничений, предопределённых лейблом. Для работы над композицией группа собралась в доме у плотины Ибиуна. Там группа оставалась в течение нескольких месяцев, и, по словам Риты Ли, «все стало выглядеть как профессиональная группа».
Альбом был записан в студии Eldorado на улице Майор Квединьо в центре Сан-Паулу. Пауло Коэльо принял участие в создании трёх композиций — «Esse tal de Roque Enrow», «Cartão Postal» и «O toque». Первая повествует об ироничном диалоге между психиатром и матерью, которая ищет решение для своих нетрадиционных привычек. «O toque», по словам певицы, «космически вдохновлена». Песня «Agora só falta você» была написана Ритой и Луисом Карлини, а «Pirataria» — Ритой и Ли Маркуччи. Остальные композиции полностью написаны Ритой Ли.

## Отзывы критиков
| Оценки критиков | Оценки критиков |
| Источник        | Оценка          |
| --------------- | --------------- |
| Allmusic        | ссылка          |
| Acervo Musical  | ссылка          |
| Amazon.com      | ссылка          |

В то время LP Fruto Proibido был продан тиражом 150 000 копий, что стало рекордом продаж для бразильского рок-альбома.
В октябре 2007 года Rolling Stone Brazil избрал альбом 16-м лучшим бразильским альбомом всех времён. По мнению AllMusic, Fruto Proibido — «из того времени, когда Рита Ли могла быть верна своим идеалам».
Маурисио Кубрусли в газете Jornal da Tarde за 1975 год подверг альбом резкой критике, заявив, что только «Dançar para não Dançar» и «Ovelha Negra» заслуживают похвалы. Он также сказал, что «этого ещё слишком мало, было бы слишком расслабленно довольствоваться этим скандальным барабанным боем, шумным беспорядком большинства аккомпанементов, недостаточной выразительностью вокала». (…) Постановка, подходящая для поклонников жанра бутик-хиппи, полусумасшедших и верящих, что рок изменит или может изменить все"
.
Композиции «Agora Só Falta Você», «Esse Tal de Roque Enrow» и «Ovelha Negra» заняли 55-е, 71-е и 82-е места среди самых проигрываемых песен 1975 года .

## Наследие

### Кино и телевидение
В 1993 году песня «Ovelha Negra» вошла в саундтрек теленовеллы «Секрет тропиканки», выпущенной Rede Globo de Televisão, в кавер-версии. Оригинальная версия 1975 года была частью саундтрека к теленовелле A Vida da Gente, выпущенной той же сетью. Спустя почти тридцать лет после записи одна из самых известных песен с альбома, «Agora só Falta Você», прозвучала в фильме 2004 года «После заката» с Пирсом Броснаном и Сальмой Хайек в главных ролях в исполнении Марии Риты.

## Переиздания
Оригинальное издание 1975 года вышло с двойной обложкой, на которой фотография группы занимала две центральные стороны «сэндвича». В переиздании 1986 года эта фотография была перенесена на заднюю обложку LP, переизданного в формате сингла. В переиздании CD 1995 года эта же фотография была «потеряна» в буклете.

## Список композиций
| №                   | Название                  | Автор(ы)                      | Длительность |
| ------------------- | ------------------------- | ----------------------------- | ------------ |
| 1.                  | «Dançar pra não Dançar»   | Рита Ли                       | 4:13         |
| 2.                  | «Agora só Falta Você»     | Луис Серхио Карлини / Рита Ли | 3:25         |
| 3.                  | «Cartão Postal»           | Пауло Коэльо / Рита Ли        | 3:25         |
| 4.                  | «Fruto Proibido»          | Рита Ли                       | 2:04         |
| 5.                  | «Esse Tal de Roque Enrow» | Пауло Коэльо / Рита Ли        | 3:53         |
| Общая длительность: | Общая длительность:       | Общая длительность:           | 17:00        |

| №                   | Название            | Автор(ы)               | Длительность |
| ------------------- | ------------------- | ---------------------- | ------------ |
| 1.                  | «O Toque»           | Пауло Коэльо / Рита Ли | 5:20         |
| 2.                  | «Pirataria»         | Ли Маркуччи / Рита Ли  | 4:29         |
| 3.                  | «Luz del Fuego»     | Рита Ли                | 4:42         |
| 4.                  | «Ovelha Negra»      | Рита Ли                | 5:39         |
| Общая длительность: | Общая длительность: | Общая длительность:    | 20:10        |

## Участники записи
| Технический персонал: - Рита Ли — вокал, классическая гитара и синтезатор. - Луис Серхио Карлини — гитара, слайд-гитара, акустическая гитара, губная гармошка и вокал. - Ли Маркуччи — бас-гитара, ковбелл. - Франклин Паулиньо — ударные, перкуссия. - Гильерме Буэно — фортепиано и клавинет. - Рубенс Нардо — вокал. - Жилберту Нардо — вокал. | Особое участие Манито: - Саксофон на «Esse Tal de Roque Enrow». - Флейта на «Pirataria». - Орган Хаммонда на «O Toque». |